# Can Bastida
Can Bastida o Can Sabastida fou una antiga masia de Barcelona, de planta rectangular i teulada a quatre vessants amb la seva capella. Estava situada a la zona on ara hi ha els carrers Sabastida, Cartellà i el passeig Maragall. Construïda al segle xiv, un segle posterior el propietari era Joan Sabastida, veguer de Barcelona, notable família que ocupà carrecs al Consell de Cent. Durant el segle xvii, la masia amb les seves terres pertanyien a Josep Galzeran de Cartellà i de Sabastida, baró d'Albí. Més tard, passaria per successió directa a la família Montoliu. El mas tenia a l'entrada una capella gòtica. A la dècada de 1980, Carles de Montoliu i Carrasco, va vendre casa i les seves terres i es va destinar a parcel·lar per fer-hi pisos.